# Kanton Galan
Der Kanton Galan war bis 2015 ein französischer Wahlkreis im Arrondissement Tarbes, im Département Hautes-Pyrénées und in der Region Midi-Pyrénées; sein Hauptort war Galan. Seine Vertreterin im Generalrat des Départements war zuletzt von 2008 bis 2015 Jeanine Dubié.

## Gemeinden
Der Kanton umfasste die Wahlberechtigten aus elf Gemeinden:
| Gemeinde        | Einwohner Jahr | Fläche km² | Bevölkerungsdichte | Postleitzahl | Code INSEE |
| --------------- | -------------- | ---------- | ------------------ | ------------ | ---------- |
| Bonrepos        | 188 (2013)     | –          | – Einw./km²        | 65330        | 65097      |
| Castelbajac     | 124 (2013)     | –          | – Einw./km²        | 65330        | 65128      |
| Galan           | 733 (2013)     | –          | – Einw./km²        | 65330        | 65183      |
| Galez           | 174 (2013)     | –          | – Einw./km²        | 65330        | 65184      |
| Houeydets       | 238 (2013)     | –          | – Einw./km²        | 65330        | 65224      |
| Libaros         | 137 (2013)     | –          | – Einw./km²        | 65330        | 65274      |
| Montastruc      | 261 (2013)     | –          | – Einw./km²        | 65330        | 65318      |
| Recurt          | 179 (2013)     | –          | – Einw./km²        | 65330        | 65376      |
| Sabarros        | 32 (2013)      | –          | – Einw./km²        | 65330        | 65381      |
| Sentous         | 68 (2013)      | –          | – Einw./km²        | 65330        | 65419      |
| Tournous-Devant | 115 (2013)     | –          | – Einw./km²        | 65330        | 65449      |

## Bevölkerungsentwicklung
| 1962 | 1968 | 1975 | 1982 | 1990 | 1999 | 2006 |
| ---- | ---- | ---- | ---- | ---- | ---- | ---- |
| 2870 | 2825 | 2863 | 2776 | 2559 | 2369 | 2240 |